# ديريك تشيفوس
ديريك تشيفوس (بالإنجليزية: Derrick Chievous) مواليد 3 يوليو 1967 في نيويورك، هو لاعب كرة سلة أمريكي معتزل. بدأ مسيرته الاحترافية في سنة 1988. تم اختياره من قبل فريق هيوستن روكتس خلال الدرافت. يبلغ طوله 6 قدم 7 بوصة (2.0 م). حقق المركز الثاني في الألعاب الجامعية الصيفية 1985. اعتزل اللعب في 1996.

## المسيرة الاحترافية
لعب مع هيوستن روكتس من سنة 1988 إلى 1990، ثم لعب مع كليفلاند كافالييرز في سنة 1991، ثم لعب مع كويلمس دي مار ديل بلاتا في الدوري الأرجنتيني في موسم 1995–1996.

## الميداليات
| الميدالية | المسابقة                      |
| --------- | ----------------------------- |
| فضية      | الألعاب الجامعية الصيفية 1985 |

## روابط خارجية
- ديريك تشيفوس على موقع إن بي أي (الإنجليزية)
- ديريك تشيفوس على موقع سبورتس رفرنس (الإنجليزية)
- ديريك تشيفوس على موقع كرة السلة الأوروبية.كوم (الإنجليزية)
- ديريك تشيفوس على موقع كلية كرة السلة في سبورتس رفرنس.كوم (الإنجليزية)
- ديريك تشيفوس على موقع ريلجم (الإنجليزية)
- ديريك تشيفوس على موقع بروبوليرز (الإنجليزية)